# ويليام باترسون (رجل أعمال)
ويليام باترسون (بالإنجليزية: William Patterson)‏ هو شخصية أعمال أمريكي، ولد في 1 نوفمبر 1752، وتوفي في 7 يوليو 1835 في بالتيمور في الولايات المتحدة.